# Arguisuelas
Arguisuelas település Spanyolországban, Cuenca tartományban. Arguisuelas Yémeda, Monteagudo de las Salinas, Reíllo, Carboneras de Guadazaón és Cardenete községekkel határos. Lakosainak száma 129 fő (2024).

## Népesség
A település lakosságának változását az alábbi diagram mutatja:
| Lakosok száma | 195  | 173  | 157  | 159  | 151  | 126  | 141  | 136  | 135  | 129  |
|               | 2001 | 2004 | 2006 | 2009 | 2011 | 2014 | 2016 | 2019 | 2021 | 2024 |